# Division Nationale 2023-2024 (pallavolo maschile)
La Division Nationale 2023-2024, 66ª edizione della massima serie del campionato lussemburghese di pallavolo maschile si è svolta dal 30 settembre 2023 al 28 aprile 2024: al torneo hanno partecipato otto squadre di club lussemburghesi e la vittoria finale è andata per la diciottesima volta, la quarta consecutiva, allo Strassen.

## Regolamento

### Formula
La formula ha previsto: 
- Regular season, disputata con girone all'italiana, con gare di andata e ritorno, per un totale di quattordici giornate: le prime quattro classificate hanno acceduto ai play-off scudetto, mentre le ultime quattro classificate hanno acceduto ai play-out retrocessione, mantenendo i punti conquistati;
- Play-off scudetto, disputati con:
  - Semifinali e finale, giocate al meglio di due vittorie su tre gare;
  - Finale per il terzo posto, giocata in gara unica.
- Play-out retrocessione, disputati con girone all'italiana, con gare di andata e ritorno, per un totale di sei giornate: l'ultima classificata è stata retrocessa in Division 1.

La squadra settima classificata avrebbe dovuto disputare lo spareggio promozione-retrocessione contro una delle squadre classificate tra il secondo e il quarto posto della Division 1: la spareggio non ha avuto luogo in quanto nessuna delle squadre è risultata eligibile per la Division Nationale.

### Criteri di classifica
Se il risultato finale è stato di 3-0 o 3-1 sono stati assegnati 3 punti alla squadra vincente e 0 a quella sconfitta, se il risultato finale è stato di 3-2 sono stati assegnati 2 punti alla squadra vincente e 1 a quella sconfitta.
L'ordine del posizionamento in classifica è stato definito in base a:
- Numero di vittorie;
- Punti;
- Ratio dei set vinti/persi;
- Ratio dei punti realizzati/subiti;
- Risultati degli scontri diretti[2].

## Squadre partecipanti
| Club          | Stagione | Città         | Impianto                       | Stagione precedente      |
| ------------- | -------- | ------------- | ------------------------------ | ------------------------ |
| Amber-Lënster | dettagli | Junglinster   | Hall Sportif Junglinster       | 2ª in Division 1         |
| Bartréng      | dettagli | Bertrange     | Centre Sportif Niki Bettendorf | 2ª in Division Nationale |
| Belair        | dettagli | Lussemburgo   | Hall sportif Belair            | 7ª in Division Nationale |
| CHEV          | dettagli | Diekirch      | Hall omnisports                | 4ª in Division Nationale |
| Echternach    | dettagli | Bech          | Hall sportif                   | 5ª in Division Nationale |
| Fentange      | dettagli | Hesperange    | Centre Sportif Holleschbierg   | 6ª in Division Nationale |
| Lorentzweiler | dettagli | Lorentzweiler | Hall Sportif Lorentzweiler     | 3ª in Division Nationale |
| Strassen      | dettagli | Strassen      | Hall Omnisports                | Campione del Lussemburgo |

## Torneo

### Regular season

#### Risultati
| Prima giornata |                          |     |                     |
|                |                          |     |                     |
| 30-09          | Strassen - Amber-Lënster | 3-0 | 25-0, 25-0, 25-0    |
| 01-10          | Bartréng - Belair        | 3-0 | 25-13, 25-18, 25-20 |
| 30-09          | Lorentzweiler - Fentange | 3-0 | 25-16, 25-10, 25-16 |
| 30-09          | CHEV - Echternach        | 3-0 | 26-24, 25-22, 25-20 |

| Seconda giornata |                            |     |                     |
|                  |                            |     |                     |
| 07-10            | Strassen - Belair          | 3-0 | 25-13, 25-18, 25-12 |
| 08-10            | Fentange - Bartréng        | 0-3 | 21-25, 19-25, 20-25 |
| 07-10            | Lorentzweiler - Echternach | 3-0 | 25-13, 25-14, 25-23 |
| 07-10            | Amber-Lënster - CHEV       | 0-3 | 20-25, 20-25, 17-25 |

| Terza giornata |                        |     |                                   |
|                |                        |     |                                   |
| 14-10          | Strassen - Fentange    | 3-0 | 25-20, 25-17, 25-20               |
| 14-10          | Echternach - Bartréng  | 0-3 | 13-25, 16-25, 12-25               |
| 14-10          | Lorentzweiler - CHEV   | 3-2 | 19-25, 23-25, 25-21, 25-22, 15-11 |
| 15-10          | Belair - Amber-Lënster | 3-2 | 25-20, 25-19, 23-25, 24-26, 15-5  |

| Quarta giornata |                               |     |                                   |
|                 |                               |     |                                   |
| 21-10           | Echternach - Strassen         | 0-3 | 15-25, 18-25, 15-25               |
| 22-10           | CHEV - Bartréng               | 2-3 | 28-26, 25-23, 19-25, 15-25, 13-15 |
| 21-10           | Amber-Lënster - Lorentzweiler | 0-3 | 20-25, 10-25, 10-25               |
| 21-10           | Fentange - Belair             | 3-1 | 25-17, 25-13, 26-28, 25-17        |

| Quinta giornata |                          |     |                                   |
|                 |                          |     |                                   |
| 12-11           | Strassen - CHEV          | 3-0 | 25-17, 25-11, 25-18               |
| 11-11           | Bartréng - Lorentzweiler | 2-3 | 20-25, 24-26, 25-21, 25-18, 11-15 |
| 12-11           | Belair - Echternach      | 0-3 | 21-25, 15-25, 20-25               |
| 12-11           | Fentange - Amber-Lënster | 3-0 | 25-16, 25-17, 25-12               |

| Sesta giornata |                          |     |                                   |
|                |                          |     |                                   |
| 18-11          | Lorentzweiler - Strassen | 2-3 | 22-25, 25-23, 18-25, 25-21, 13-15 |
| 18-11          | Amber-Lënster - Bartréng | 0-3 | 16-25, 14-25, 10-25               |
| 18-11          | CHEV - Belair            | 3-1 | 22-25, 25-22, 25-13, 25-21        |
| 18-11          | Echternach - Fentange    | 3-2 | 21-25, 20-25, 25-20, 25-21, 15-9  |

| Settima giornata |                            |     |                            |
|                  |                            |     |                            |
| 25-11            | Strassen - Bartréng        | 3-1 | 25-22, 15-25, 25-20, 25-13 |
| 26-11            | Belair - Lorentzweiler     | 1-3 | 16-25, 22-25, 25-21, 18-25 |
| 25-11            | Fentange - CHEV            | 3-1 | 25-19, 25-20, 23-25, 25-18 |
| 25-11            | Amber-Lënster - Echternach | 0-3 | 14-25, 12-25, 16-25        |

| Ottava giornata |                          |     |                            |
|                 |                          |     |                            |
| 02-12           | Amber-Lënster - Strassen | 0-3 | 13-25, 13-25, 15-25        |
| 30-11           | Belair - Bartréng        | 0-3 | 20-25, 17-25, 12-25        |
| 03-12           | Fentange - Lorentzweiler | 0-3 | 15-25, 22-25, 21-25        |
| 02-12           | Echternach - CHEV        | 1-3 | 24-26, 25-20, 22-25, 18-25 |

| Nona giornata |                            |     |                                   |
|               |                            |     |                                   |
| 10-12         | Belair - Strassen          | 0-3 | 11-25, 17-25, 15-25               |
| 09-12         | Bartréng - Fentange        | 2-3 | 25-19, 25-17, 23-25, 23-25, 10-15 |
| 09-12         | Echternach - Lorentzweiler | 0-3 | 14-25, 16-25, 23-25               |
| 10-12         | CHEV - Amber-Lënster       | 3-0 | 25-17, 25-19, 25-19               |

| Decima giornata |                        |     |                     |
|                 |                        |     |                     |
| 16-12           | Fentange - Strassen    | 0-3 | 19-25, 10-25, 11-25 |
| 16-12           | Bartréng - Echternach  | 3-0 | 25-12, 25-18, 25-21 |
| 16-12           | CHEV - Lorentzweiler   | 0-3 | 18-25, 23-25, 17-25 |
| 16-12           | Amber-Lënster - Belair | 0-3 | 22-25, 20-25, 18-25 |

| Undicesima giornata |                               |     |                            |
|                     |                               |     |                            |
| 13-01               | Strassen - Echternach         | 3-0 | 25-19, 25-16, 25-20        |
| 13-01               | Bartréng - CHEV               | 3-0 | 25-22, 25-16, 25-18        |
| 13-01               | Lorentzweiler - Amber-Lënster | 3-0 | 25-10, 25-14, 25-15        |
| 13-01               | Belair - Fentange             | 1-3 | 28-26, 19-25, 16-25, 16-25 |

| Dodicesima giornata |                          |     |                                   |
|                     |                          |     |                                   |
| 20-01               | CHEV - Strassen          | 0-3 | 21-25, 23-25, 18-25               |
| 20-01               | Lorentzweiler - Bartréng | 3-2 | 25-21, 15-25, 16-25, 25-19, 15-3  |
| 06-02               | Belair - Echternach      | 2-3 | 21-25, 20-25, 25-21, 26-24, 14-16 |
| 20-01               | Amber-Lënster - Fentange | 1-3 | 21-25, 15-25, 25-23, 14-25        |

| Tredicesima giornata |                          |     |                                   |
|                      |                          |     |                                   |
| 27-01                | Strassen - Lorentzweiler | 3-2 | 21-25, 25-19, 18-25, 25-17, 17-15 |
| 27-01                | Bartréng - Amber-Lënster | 3-0 | 25-12, 25-9, 25-13                |
| 28-01                | Belair - CHEV            | 1-3 | 23-25, 25-17, 20-25, 24-26        |
| 27-01                | Fentange - Echternach    | 3-0 | 25-23, 25-11, 25-17               |

| Quattordicesima giornata |                            |     |                                  |
|                          |                            |     |                                  |
| 04-02                    | Bartréng - Strassen        | 3-1 | 18-25, 25-21, 25-23, 27-25       |
| 03-02                    | Lorentzweiler - Belair     | 3-1 | 25-17, 25-19, 18-25, 25-13       |
| 03-02                    | CHEV - Fentange            | 3-2 | 18-25, 25-22, 21-25, 25-17, 15-9 |
| 08-02                    | Echternach - Amber-Lënster | 3-0 | 25-16, 25-21, 25-17              |

#### Classifica
| Pos. | Squadra       | Pt | G  | V  | P  | SV | SP | Ratio | PF    | PS    | Ratio |
| ---- | ------------- | -- | -- | -- | -- | -- | -- | ----- | ----- | ----- | ----- |
| 1.   | Strassen      | 37 | 14 | 13 | 1  | 40 | 8  | 5,000 | 1 149 | 814   | 1,412 |
| 2.   | Lorentzweiler | 35 | 14 | 12 | 2  | 40 | 14 | 2,857 | 1 226 | 1 012 | 1,211 |
| 3.   | Bartréng      | 32 | 14 | 10 | 4  | 37 | 15 | 2,467 | 1 193 | 968   | 1,232 |
| 4.   | CHEV          | 22 | 14 | 7  | 7  | 26 | 26 | 1,000 | 1 124 | 1 157 | 0,971 |
| 5.   | Fentange      | 22 | 14 | 7  | 7  | 25 | 27 | 0,926 | 1 104 | 1 098 | 1,005 |
| 6.   | Echternach    | 13 | 14 | 5  | 9  | 16 | 31 | 0,516 | 946   | 1 055 | 0,897 |
| 7.   | Belair        | 6  | 14 | 2  | 12 | 14 | 38 | 0,368 | 1 017 | 1 222 | 0,832 |
| 8.   | Amber-Lënster | 1  | 14 | 0  | 14 | 3  | 42 | 0,071 | 677   | 1 110 | 0,610 |

      Qualificata ai play-off scudetto
      Qualificata ai play-out retrocessione

### Play-off scudetto

#### Tabellone
|  | Semifinali | Semifinali    | Semifinali | Semifinali | Semifinali |   |          | Finale          | Finale          | Finale          | Finale | Finale |  |
|  |            |               |            |            |            |   |          |                 |                 |                 |        |        |  |
|  | 1          | Strassen      | 3          | 3          |            |   |          |                 |                 |                 |        |        |  |
|  | 1          | Strassen      | 3          | 3          |            |   |          |                 |                 |                 |        |        |  |
|  | 4          | CHEV          | 1          | 0          |            |   |          |                 |                 |                 |        |        |  |
|  | 4          | CHEV          | 1          | 0          |            | 1 | Strassen | 3               | 3               |                 |        |        |  |
|  |            |               |            |            |            | 1 | Strassen | 3               | 3               |                 |        |        |  |
|  |            |               | 3          | Bartréng   | 1          | 0 |          |                 |                 |                 |        |        |  |
|  | 2          | Lorentzweiler | 3          | Bartréng   | 1          | 0 | 2        | 0               |                 |                 |        |        |  |
|  | 2          | Lorentzweiler |            |            |            |   | 2        | 0               |                 |                 |        |        |  |
|  | 3          | Bartréng      | 3          | 3          |            |   |          | Finale 3º posto | Finale 3º posto | Finale 3º posto |        |        |  |
|  | 3          | Bartréng      | 3          | 3          |            |   |          |                 |                 |                 |        |        |  |
|  |            |               |            |            |            |   |          |                 |                 |                 |        |        |  |
|  |            |               |            |            |            |   |          | 4               | CHEV            | 0               |        |        |  |
|  |            |               |            |            |            |   |          | 4               | CHEV            | 0               |        |        |  |
|  |            |               |            |            |            |   |          | 2               | Lorentzweiler   | 3               |        |        |  |

#### Risultati

##### Semifinali
| Gara 1 |                          |     |                                   |
|        |                          |     |                                   |
| 02-03  | Strassen - CHEV          | 3-1 | 25-12, 22-25, 25-17, 25-8         |
| 02-03  | Lorentzweiler - Bartréng | 2-3 | 25-23, 19-25, 23-25, 28-26, 12-15 |

| Gara 2 |                          |     |                     |
|        |                          |     |                     |
| 10-03  | CHEV - Strassen          | 0-3 | 11-25, 18-25, 22-25 |
| 09-03  | Bartréng - Lorentzweiler | 3-0 | 25-21, 25-20, 25-23 |

##### Finale 3º posto
| Gara 1 |                      |     |                     |
|        |                      |     |                     |
| 27-03  | Lorentzweiler - CHEV | 3-0 | 25-22, 25-22, 25-17 |

##### Finale
| Gara 1 |                     |     |                            |
|        |                     |     |                            |
| 13-04  | Strassen - Bartréng | 3-1 | 25-17, 22-25, 25-23, 25-12 |

| Gara 2 |                     |     |                     |
|        |                     |     |                     |
| 20-04  | Bartréng - Strassen | 0-3 | 25-27, 29-31, 19-25 |

### Play-out retrocessione

#### Risultati
| Prima giornata |                            |     |                            |
|                |                            |     |                            |
| 03-03          | Belair - Fentange          | 1-3 | 26-24, 18-25, 14-25, 21-25 |
| 02-03          | Amber-Lënster - Echternach | 0-3 | 17-25, 17-25, 17-25        |

| Seconda giornata |                          |     |                     |
|                  |                          |     |                     |
| 09-03            | Fentange - Amber-Lënster | 3-0 | 25-17, 25-9, 25-7   |
| 09-03            | Echternach - Belair      | 3-0 | 25-22, 25-22, 25-13 |

| Terza giornata |                        |     |                                   |
|                |                        |     |                                   |
| 16-03          | Fentange - Echternach  | 2-3 | 18-25, 21-25, 25-19, 25-22, 16-18 |
| 17-03          | Belair - Amber-Lënster | 3-0 | 25-0, 25-0, 25-0                  |

| Quarta giornata |                          |     |                     |
|                 |                          |     |                     |
| 13-04           | Amber-Lënster - Fentange | 0-3 | 15-25, 12-25, 15-25 |
| 18-04           | Belair - Echternach      | 0-3 | 18-25, 22-25, 17-25 |

| Quinta giornata |                            |     |                     |
|                 |                            |     |                     |
| 21-04           | Fentange - Belair          | 3-0 | 25-18, 25-14, 25-11 |
| 20-04           | Echternach - Amber-Lënster | 3-0 | 25-17, 25-19, 25-16 |

| Sesta giornata |                        |     |                            |
|                |                        |     |                            |
| 27-04          | Echternach - Fentange  | 3-1 | 26-24, 23-25, 25-21, 26-24 |
| 28-04          | Amber-Lënster - Belair | 3-1 | 20-25, 25-21, 26-24, 25-9  |

#### Classifica
| Pos. | Squadra       | Pt | G  | V  | P  | SV | SP | Ratio | PF    | PS    | Ratio |
| ---- | ------------- | -- | -- | -- | -- | -- | -- | ----- | ----- | ----- | ----- |
| 5.   | Fentange      | 35 | 20 | 11 | 9  | 40 | 34 | 1,176 | 1 627 | 1 504 | 1,082 |
| 6.   | Echternach    | 30 | 20 | 11 | 9  | 34 | 34 | 1,000 | 1 455 | 1 471 | 0,989 |
| 7.   | Belair        | 9  | 20 | 3  | 17 | 19 | 53 | 0,358 | 1 407 | 1 642 | 0,857 |
| 8.   | Amber-Lënster | 4  | 20 | 1  | 19 | 6  | 58 | 0,103 | 951   | 1 564 | 0,608 |

      Retrocessa in Division 1

## Classifica finale
| Pos | Squadra       | Qualificazione        |
| --- | ------------- | --------------------- |
|     | Strassen      | Challenge Cup 2024-25 |
| 2   | Bartréng      | Challenge Cup 2024-25 |
| 3   | Lorentzweiler | Challenge Cup 2024-25 |
| 4   | CHEV          |                       |
| 5   | Fentange      |                       |
| 6   | Echternach    |                       |
| 7   | Belair        |                       |
| 8   | Amber-Lënster | Division 1 2024-25    |